# Бригада СС «Шульдт»
Бригада СС «Шульдт» (нем. SS-Brigade "Schuldt") — тактическое соединение войск СС нацистской Германии периода Второй мировой войны. Бригада была брошена в бой против наступающих советских войск в декабре 1942 года.

## История
Эта бригада была, по сути, первой боевой группой войск СС, собранной из разных частей СС для осуществления конкретной задачи. В ноябре 1942 года Красная Армия перешла в контрнаступление, которое потребовало мобилизации всех немецких резервов. Для отражения советского наступления войска СС создали боевую группу, в состав которой вошли: 7-й батальон дивизии СС «Лейбштандарт СС Адольф Гитлер», 1-й батальон 1-го стрелкового полка СС из состава полицейской дивизии СС и 100-й авиаполевой батальон Люфтваффе «Герман Геринг». Её командиром был назначен штандартенфюрер СС Хинрих Шульдт, который в апреле 1942 года был награждён Рыцарским крестом за успешное командование 4-м моторизованным полком СС «Остмарк». По старинной немецкой военной традиции бригада получила в название имя своего командира, став называться бригадой СС «Шульдт».
5 декабря 1-й батальон 7-го моторизованного полка СС «Полицай» был погружен в состав и высадился для занятия оборонительных позиций к западу от реки Дон, которые удерживала 8-я итальянская армия. Когда Красная Армия атаковала, итальянцы отступили без боя и оголили фланги немцев. Бригаде удалось серьёзно задержать наступление Красной армии к реке Северский Донец, что позволило 1-й и 4-й танковым армиям отступить через Ростов. Части бригады вполне успешно обороняли Миллерово, но были вынуждены отступить на новые немецкие оборонительные линии, тем самым избежав окружения.
В январе 1943 года бригада была подчинена немецкой 6-й танковой дивизии, вместе с которой она оборонялась в Овечкино. Последним батальоном, вошедшим в состав бригады стал 1-й батальон моторизованного полка СС «Фюрер» из состава 2-й моторизованной дивизии СС «Рейх», который достиг позиций бригады 23 января. На следующий день бригада начала свою первую контратаку в направлении Славяносербска. Батальон из «Фюрера» отлично проявил себя в боях под Ворошиловым в феврале.
В феврале 1943 года бригада была выведена в тыл на переформирование и переподчинена 16-й моторизованной дивизии. 25 февраля для восполнения потерь бригада была усилена батальоном из состава 62-й пехотной дивизии. 7 марта из бригады были выведены остатки полка «Фюрер», а через восемь дней вся бригада была отправлена в Польшу. По прибытии в Дебицу, бригада была расформирована, а её личный состав возвращён в исходные части. За три месяца боёв бригада понесла колоссальные потери, так в полицейском батальоне осталось только 84 человека из первоначальных 527, а в батальоне Лейбштандарта всего 38 человек из первоначальных 800.

## Местонахождение
- с декабря 1942 по март 1943 (СССР)

## Командиры
- штандартенфюрер СС Хинрих Шульдт (21 декабря 1942 — 15 марта 1943)

## Состав
- 7-й батальон моторизованной дивизии СС «Лейбштандарт СС Адольф Гитлер» (нем. VII./SS-Panzergrenadier-Division "Leibstandarte SS Adolf Hitler")
- 1-й батальон моторизованного полка СС «Фюрер» (нем. I./SS-Panzergrenadier-Regiment "Der Führer")
- 1-й батальон 1-го полицейского стрелкового полка СС (нем. I./SS-Polizei-Schützen-Regiment 1)
- 100-й авиаполевой батальон «Герман Геринг» (нем. Luftwaffen-Feld-Bataillon 100 "Hermann Göring")

## Награждённые высшими награди Третьего рейха

### Награждённые Германским крестом в золоте
- Хинрих Шульдт — 21 апреля 1943 — штандартенфюрер СС, командир бригады СС «Шульдт».

### Награждённые Рыцарским крестом Железного креста с Дубовыми листьями
- Хинрих Шульдт — 2 апреля 1943 — штандартенфюрер СС, командир бригады СС «Шульдт».